# بيت ثناء (أرحب)

تعديل مصدري - تعديل

بيت ثناء هي إحدى قرى عزلة الثلث بمديرية أرحب التابعة لمحافظة صنعاء، بلغ تعداد سكانها 785 نسمة حسب تعداد اليمن لعام 2004.